# Confederación de los Verdes
Confederación de los Verdes (Los Verdes) är ett grönt politiskt parti i Spanien. Det bildades på 1980-talet när den tyska miljöaktivisten Petra Kelly drog ihop sexton spanska aktivister för att signera det manifest som låg till grund för partiets bildande.
Partiet har de senasta åren haft framgång hos det Spanska folket, och har idag blivit ett parti att räkna med i den spanska politiken.